# 萨尔通河畔圣但尼
萨尔通河畔圣但尼（法語：Saint-Denis-sur-Sarthon，法語發音：[sɛ̃ dəni syʁ saʁtɔ̃] ⓘ）是法国奥恩省的一个市镇，位于该省南部偏西，属于阿朗松区。

## 地理
萨尔通河畔圣但尼（48°27'24"N, 0°3'3"W）面积13.81 平方千米，位于法国诺曼底大区奧恩省，该省份为法国西北部内陆省份，北起顺时针与卡爾瓦多斯省、厄尔省、厄尔-卢瓦省、萨尔特省、马耶讷省和芒什省接壤。
与萨尔通河畔圣但尼接壤的市镇（或旧市镇、城区）包括：拉维尼、屈赛、拉费里耶尔博沙尔、冈德兰、帕塞、拉罗什马比勒、洛雷代库沃。

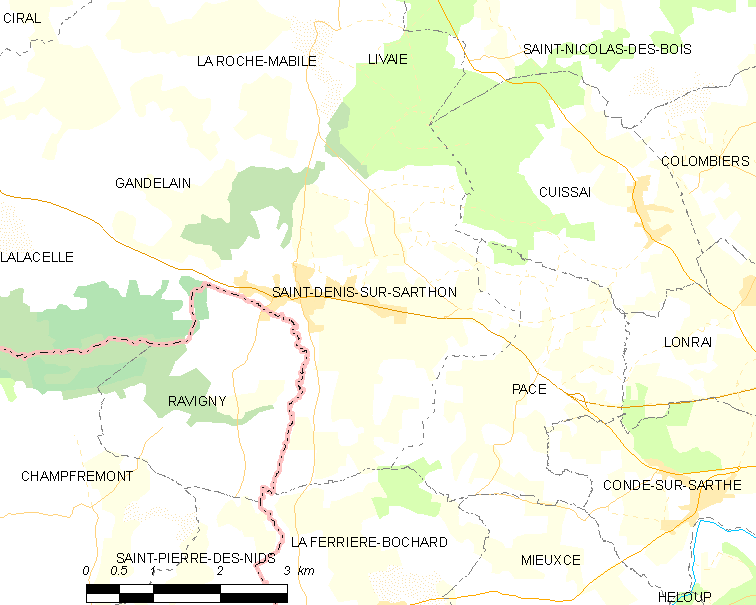
萨尔通河畔圣但尼的OSM定位图

萨尔通河畔圣但尼的时区为UTC+01:00、UTC+02:00（夏令时）。

## 行政
萨尔通河畔圣但尼的邮政编码为61420，INSEE市镇编码为61382。

## 政治
萨尔通河畔圣但尼所属的省级选区为达米尼县。

## 人口

1962-2008年间萨尔通河畔圣但尼人口变化图示

萨尔通河畔圣但尼于2022年1月1日时的人口数量为1078人。